# Учредителен конгрес на Илинденската организация
Първият редовен конгрес на Илинденската организация се провежда между 19 и 21 януари 1923 година в София. На него участват делегати от централното дружество и 30 клоновете на Илинденската организация в Царство България с 4300 организирани членове.
Мнозинството одобрява работата на Управителния съвет, приема доклада на контролната комисия и изказва благодарност към редакционния комитет на вестник „Илинден“. Арсени Йовков защитава позициите си изказани на страниците на вестника, с които взима страна в разприте между ВМРО и МФРО. Гласувано е решение той да бъде редактор и за в бъдеще на печатния орган на организацията. Прието е Илинденската организация да бъде със статут на културно-просветна, взаимоспомагателна и благотворителна организация. Същевременно се намалява числената квота на Софийското дружество в ръководното тяло и други. Конгресът определя състав на Управителното тяло Георги Занков, Борис Стрезов, Славчо Абазов, Георги Попхристов и Марко Иванов, а след общото събрание на софийското дружество в него влизат още Александър Евтимов и Иван Стоянов.